# جو إيرل
جو إيرل (بالإنجليزية: Athol Earl)‏ هو مجدف نيوزيلندي، ولد في 1 أكتوبر 1952 في كرايستشرش في نيوزيلندا.

## وصلات خارجية
- جو إيرل على موقع الاتحاد الدولي للتجديف (الإنجليزية)
- جو إيرل على موقع اللجنة الأولمبية الدولية (الإنجليزية)
- جو إيرل على موقع أوليمبيديا (الإنجليزية)
- جو إيرل على موقع اللجنة الأولمبية النيوزيلندية (الإنجليزية)